# Рейтер, Эрнст
Эрнст Рудольф Иоганнес Рейтер   (нем. Ernst Rudolf Johannes Reuter; 29 июля 1889, Апенраде, провинция Шлезвиг-Гольштейн (Северный Шлезвиг), ныне Дания — 29 сентября 1953, Западный Берлин) — немецкий политик социал-демократ и учёный-урбанист; бургомистр Магдебурга (1931—1933) и правящий бургомистр Берлина (1948—1953); в 1918 году в Советской России — комиссар по делам немцев Поволжья.

## Биография
Отец Эрнста Рейтера был морским капитаном и директором навигационной школы. Начиная с 1907 года Эрнст Рейтер обучался в университетах Марбурга, Мюнхена и Мюнстера, где изучал германистику, историю, географию, философию и экономику. Государственный экзамен на звание учителя он сдал в 1912 году в университете Марбурга. В 1912 году Рейтер вступил в Социал-демократическую партию Германии.
В Первую мировую войну Эрнст Рейтер был тяжело ранен и попал в российский плен. Здесь он был активистом в делах бывших пленных немецких солдат, на некоторое время примкнул к большевикам. В апреле 1918 года Ленин, Сталин и другие большевистские лидеры направили его в Поволжье с целью организации местной администрации поволжских немцев, лояльной новой власти. Одной из заслуг комиссара Рейтера был созыв 30 июня 1918 года первого в истории Съезда Советов депутатов немецких колоний Поволжья. После 2-го съезда Совета немецких депутатов (20 октября 1918 года) он уехал в Москву, на 6-й Всероссийский съезд советов (24 октября 1918 года). После этого он покинул Россию и вернулся в Германию, охваченную Ноябрьской революцией.
В первые годы Веймарской республики (1919—1921 годы) Рейтер стал одним из ведущих политиков в Коммунистической партии Германии, носил партийное прозвище «Фрисланд» и был председателем партийного округа Берлин-Бранденбург. В качестве представителя левого крыла партии он выступал против участия коммунистов в общенациональной забастовке в знак протеста против Капповского путча и за вооружённое восстание в марте 1921 года. Несмотря на то, что по этим вопросам он находился в оппозиции к председателю Паулю Леви, Рейтер играл в партии весомую роль.
Разочаровавшись в коммунизме советского образца, Рейтер вышел из Коммунистической партии и некоторое время состоял в Независимой социал-демократической партии Германии, а затем вернулся в СДПГ. В 1926 году Рейтер стал членом берлинского магистрата, где отвечал за транспорт. На этой должности он впервые ввёл единый билет для проезда на различных видах общественного транспорта в немецкой столице. Рейтер способствовал развитию берлинской подземки, ещё тогда предвидя последствия роста количества личного автотранспорта в Берлине.
В 1931—1933 годах  занимал пост обер-бургомистра Магдебурга. Во времена мирового экономического кризиса Рейтер боролся с безработицей и нехваткой жилья, охватившими город. В 1932 году Рейтер стал депутатом рейхстага, в последний раз избранного в результате демократических выборов.
После прихода к власти национал-социалистов в 1933 году был смещён со всех своих постов и дважды интернирован в концентрационный лагерь Лихтенбург близ Торгау — сначала в общую камеру, а затем в камеру-одиночку. В лагере подвергся физическим и психическим истязаниям со стороны охраны СС, потерял здоровье. Был освобождён под международным давлением, организованным английскими квакерами. Бежал из Германии в Англию, а затем перебрался в Турцию, где по рекомендации также эмигрировавшего туда немецкого экономиста Фрица Бааде, Рейтер получил место советника министерства экономики. В Анкаре он получил звание профессора градостроительства.
По окончании Второй мировой войны Рейтер вернулся в Германию и принял участие в местных выборах 1946 года в Берлине и впоследствии вновь возглавил отдел транспорта. В 1947 году Рейтера избрали правящим бургомистром Берлина. Советский Союз отказался признать за ним этот пост, поэтому в 1948 году Рейтер становится правящим бургомистром трёх западных секторов, в следующем году объединившихся в Западный Берлин. На посту обер-бургомистра Берлина оставалась Луиза Шрёдер.
Во время блокады Западного Берлина в 1948—1949 годах Рейтер стал настоящим символом и примером стойкости города против советской блокады.. В современную историю Германии вошла речь Эрнста Рейтера на руинах Рейхстага 9 сентября 1948 года, в которой он сравнил советскую однопартийную систему с гитлеровским режимом и призвал мировое сообщество не допустить падения Западного Берлина и которая начиналась словами: «Народы мира! Взгляните на этот город!». Рейтер стал вторым (после Конрада Аденауэра) послевоенным германским политиком, попавшим на обложку журнала «Тайм».

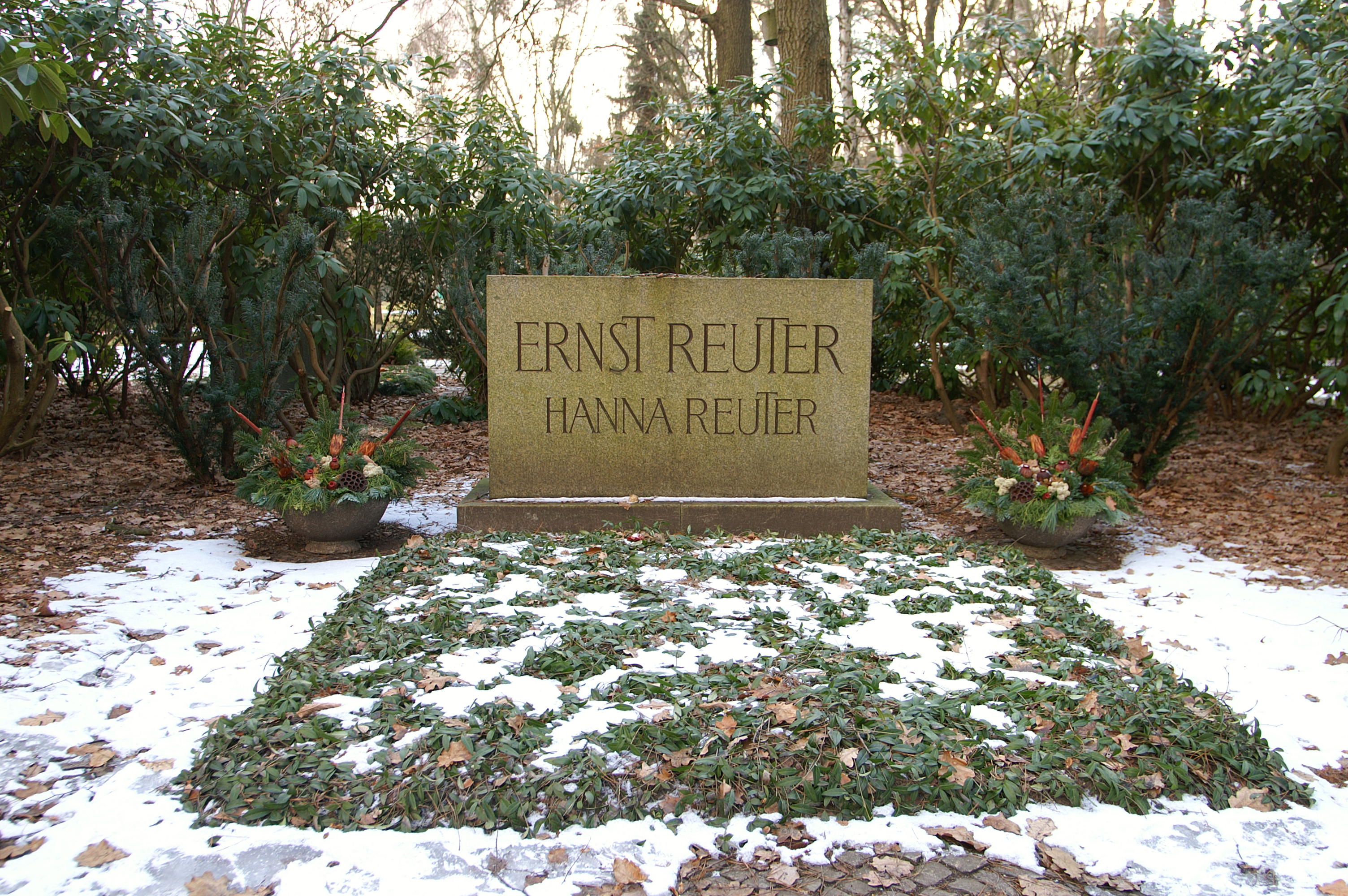
Могила Эрнста Рейтера на Целендорфском лесном кладбище в Николасзе

Популярность Рейтера нашла своё отражение в беспримерной победе СДПГ с рекордными 64,5 % на выборах депутатов городского собрания 1948 года, состоявшихся в трёх западных секторах города. В статусе правящего бургомистра Западного Берлина Эрнст Рейтер подписал манифест, учредивший Свободный университет Берлина, и стал первым председателем его попечительского совета. В 1949 году Рейтер получил звание почётного доктора этого университета. В 1951 году после вступления в силу новой конституции Западного Берлина Рейтер был вновь избран правящим бургомистром. 17 апреля 1953 года Рейтер учредил Фонд бургомистра Рейтера, поставивший своей целью поддержку жителей ГДР, бежавших в Западный Берлин.
Рейтер подверг резкой критике подавление волнений в ГДР, произошедших в августе 1953 года. Спустя несколько недель после этих событий Рейтер умер в возрасте 64 лет от последствий гриппа. После публикации информации о смерти бургомистра многие берлинцы в память об Эрнсте Рейтере не сговариваясь поставили в окнах зажжённые свечи. Эрнст Рейтер похоронен на Целендорфском лесном кладбище в Николасзе. Проводы политика собрали более миллиона берлинцев.
Имя Эрнста Рейтера носит площадь в берлинском районе Шарлоттенбург и одноимённая станция метрополитена, рядом с которой находится Берлинский технический университет. В 1954 году в память об Эрнсте Рейтере Сенат Берлина учредил награду за особые заслуги перед Берлином — медаль Эрнста Рейтера.

## Публикации
- Ernst Reuter: Rationalisierung der Berliner Verkehrsbedienung. Verkehrstechnik, 9. Jahrgang, Heft 26 (29. Juni 1928), S. 437—439
- Ernst Reuter: Die Gründung der Berliner Verkehrs-A.-G. Verkehrstechnik, 9. Jahrgang, Heft 50 (14. Dezember 1928), S. 917—919
- Ernst Reuter, Johannes Bousset, Hermann Zangemeister: Denkschrift über das zukünftige Berliner Schnellbahnnetz. Berlin, Januar 1929

## Фильмография
- «Ernst Reuter — Ein zerrissenes Leben» — (док. фильм) реж.: J.Peter, сценарий: Y.Winterberg, Продуцент: PROVOBIS Filmproduktion GmbH, длит.: 45:00 мин. // Критика: Ins Gedächnis zurückgerufen. — Сайт «Funkkorrespondenz» (недоступная ссылка)